# 吾妻兼治郎
吾妻 兼治郎（あづま けんじろう、1926年3月12日 - 2016年10月14日もしくは10月15日）は、イタリア在住の日本人の彫刻家。ミラノに在住し、抽象作家として国際的にも高い評価を受ける。作品に「MU（無）」「YU（有）」「慈悲心の美徳」など。彫刻表面に腐食で出来たようなくぼみをあしらう作品に特徴がある。山形市生まれ。
鋳物屋の7人兄弟の二男。夜間中学中退後に予科練志願入隊、神風特攻隊になるが、終戦になり山形に復員、中学復学卒業後、東京芸術大学入学、東京芸大卒。芸大副手を休職し、1956年に山形で初の個展を開催し、イタリアに留学、ブレラ美術学校でマリノ・マリーニに師事（その後休職期間経過後もイタリアに残るために芸大退職）。1961年、ミラノで渡伊後初の個展を開催した。
1963年、国立近代美術館賞。1964年、第7回高村光太郎賞。1975年、十字架でヴァチカン美術館の東洋人初のコレクションになる。第16回毎日芸術賞。ヨーロッパの彫刻展でたびたび受賞。1999年、第30回中原悌二郎賞。
1995年、紫綬褒章を受章、2001年に勲四等旭日小綬章受章。2016年10月14日から10月15日の間、ミラノの自宅で死去。90歳没。
山形国際ドキュメンタリー映画祭のトロフィーのデザインを担当している。2003年の映画祭のカタログ、P14には「故吾妻兼治郎」とあるが、当時存命であり誤りである。